# Mahdisme
 (avril 2021).
- Si vous ne connaissez pas le sujet, laissez ce bandeau (vous pouvez alors contacter les auteurs).
- Si vous supprimez le contenu mis en cause (vous pouvez préalablement contacter les auteurs),

argumentez précisément cette suppression dans la page de discussion
(un manque de référence n'est pas un argument ; une recherche réelle de référence doit avoir été effectuée, être formellement documentée).
Le mahdisme est le millénarisme de l’islam : il s'agit d'un mouvement religieux et eschatologique, mais également social et politique, apparu notamment en Inde au XVIIIe siècle et au Soudan au XIXe siècle. 
Le mahdisme s'appuie en premier lieu sur la figure du Mahdi (arabe : مَهْديّ (mahdīy)), qui signifie « celui qui est bien guidé » ou « le bien guidé ». Il désigne le sauveur qui censé guider et préserver la oumma, la communauté des croyants musulmans, de l’égarement. Le Mahdi est cité dans plusieurs hadiths sur lesquels s’appuient les réformateurs du mahdisme afin d’établir leurs idées d’un retour aux sources, soit un islam primitif. 
Des contestations mahdistes sont mises en place dès le VIIIe siècle avec la révolution Abbasside de 743-744 après J.-C et ce jusqu'à la prise de La Mecque en 1979. Mais c'est surtout le contexte politique colonisateur britannique du XVIIIe et du XIXe siècle qui fait naître des réformateurs tels que Sayyid Ahmad Barelwî (en) en Inde britannique, Muhammad Ahmad Ibn Abd Allah dit Al-Mahdi au Soudan. Ils se revendiquent tous deux du mahdisme et marquent par la suite les contestations mahdistes postérieures. 

## Origines du mahdisme
Le mahdisme repose sur la figure d'un homme en particulier : le Mahdi. Cependant, cette figure eschatologique musulmane ne serait pas citée dans le Coran. On le retrouve seulement dans les hâdiths, tel que le relate Abu Dawud : 
« Narrated Abdullah ibn Mas'ud: The Prophet said: If only one day of this world remained. Allah would lengthen that day (according to the version of Za'idah), till He raised up in it a man who belongs to me or to my family whose father's name is the same as my father's, who will fill the earth with equity and justice as it has been filled with oppression and tyranny (according to the version of Fitr). Sufyan's version says: The world will not pass away before the Arabs are ruled by a man of my family whose name will be the same as mine. Abu Dawud said: The version of 'Umar and Abu Bakr is the same as that of Sufyan » [traduction française préférable; citation nécessaire? si oui... [en note de bas de pages?] ] .
Selon Koleib Ibn Djaaber, le prophète de l’islam Mahomet aurait dit :
« Après moi, il y aura des califes, des émirs, après les émirs, des rois superbes, c’est alors que viendra le Mahdi, il sortira de ma famille et il remplira le monde de justice. » 

## Le mahdisme en Inde (1786-1831)

### Contexte historique et politique
Le mahdisme en Inde est né en pleine Inde Britannique. La colonisation de l’Inde dure de 1750 à 1947, soit près de deux siècles. C’est dans un contexte politico-social tendu que naît le Mahdi oublié de l’Inde Britannique, selon Marc Gaborieau.

### La figure de Sayyid Ahmad Barelwî
Sayyid Ahmad Barelwî est à la fois mystique, réformateur et guerrier. Il naît en 1786 à Rae Bareilly dans une famille soufi. Il y apprend l’art de la guerre mais également le mysticisme soufi. Après une période de chômage, il peaufine son éducation mystique à Delhi. Entre 1803 et 1812, il devient guide mystique. Il prend le poste de soldat de 1812 à 1817 sous les ordres du chef afghan Amir Khan (1768-1834) dans le Rājasthān. Après avoir été débandé par l’Amir Kahn, il devient le réformateur d’un islam nouveau. 
De 1818 à 1821, il établit les fondements de ses réformes avec l’aide de son plus fidèle disciple Muhammad Ismaïl Shahid (1779-1831) en prêchant de la vallée de du Gange et de Delhi à Calcutta. Celui-ci écrit une grande partie des ouvrages concernant ce mouvement réformiste. Tous deux prêchent contre l’assimilation de l’islam à l’hindouisme qui selon eux ne devrait pas emprunter les cultes aux hindous, mais également contre le culte des saints du soufisme considéré comme étant de l’idolâtrie.
Leurs revendications sont de remettre un des cinq piliers de l’islam, le Hadj (pèlerinage à la Mecque), au goût du jour ainsi que l’expansion de l’islam par le djihad. Il fait son pèlerinage entre 1821 et 1824, puis en 1826 il se lance dans un djihad en recrutant des milliers de disciples dans le nord de l’Inde. C’est à la suite de cela qu’il se proclame imam et déclenche une guerre sainte contre les Sikhs. 
Il meurt en 1831, tué par une armée sikhe à Balakot près de la frontière du Cachemire, ainsi qu’une centaine de ses disciples. Bien que des études publiées en Inde et au Pakistan minimisent sa prétention au titre de Mahdi, l’examen de documents originaux en persan écrit avant la mort du réformateur prouve qu’il était bien perçu par ses disciples comme une sorte de Mahdi du milieu des temps.

## Le mahdisme au Soudan (1881-1899)

### Contexte historique et politique
Le Soudan au XIXe siècle était une région égypto-ottomane, sous forte influence britannique.   
D’un point de vue économique, les taxes imposées aux Soudanais étaient très élevées et l’interdiction de l’esclavage par le général Charles Georges Gordon occasionnèrent une diminution importante des revenus des vendeurs d’esclaves. De plus, les soldats soudanais se plaignaient de ne pas avoir de travail.  
D’un point de vue religieux, la cohabitation avec les Britanniques n’était pas au beau fixe. Les Soudanais n’appréciaient guère le manque de respect des Britanniques vis-à-vis de l’islam. Ils buvaient de l’alcool, et cela offensait profondément les mœurs religieuses. Bien qu’il y eût des contestations face à ces problèmes, celles-ci étaient étouffées et déstructurées[i.e.?], donc sans effets, et cela, jusqu’à l’apparition[i.e.?] de Muhammad Ahmad Ibn Abd Allah dans les années 1880, originaire du district de Dongola en Nubie.    

### Le mouvement réformateur deMuhammad Ahmad Al-Mahdi

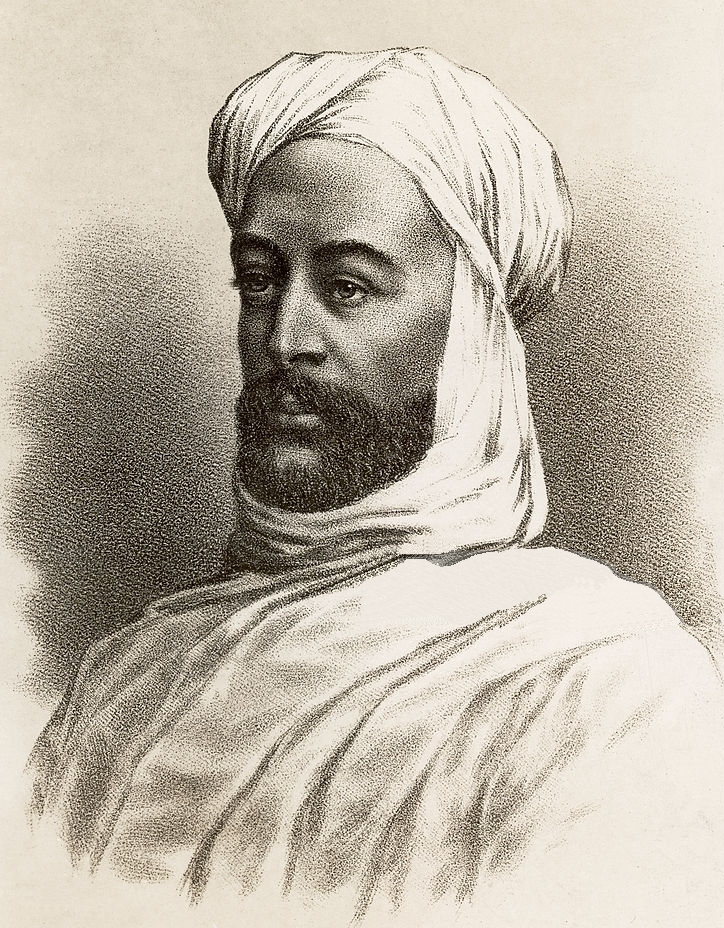
Muhammad Ahmad, dit le Mahdi.

Pour Mohammad Ahmad, la cause de cette crise économique, sociale et religieuse était dû à l’abandon des traditions religieuses par les élites soudanaises. La résolution de cette crise devait passer par le takfirisme, soit l’excommunication de la classe dirigeante, mais également par une réforme de l’islam. C’est pourquoi il créera en 1881 un parti politico-religieux qui aura pour but de remettre en place la théocratie[i.e.?] du prophète de l’islam Mahomet en utilisant la Sunna et le Coran. Dans l’espoir de retrouver le statut social d’avant colonialisme, un grand nombre de Soudanais le suivront. 

La réforme naît de la proclamation publique de Muhammad Ahmad comme étant le Mahdi, le 29 juin 1881: 
« Le Seigneur de l’existence (que la bénédiction de Dieu soit sur lui !) m’a annoncé que j’étais le Mahdi attendu et m’a désigné comme son successeur (que Dieu le bénisse !) en m’invitant à plusieurs reprises à m’asseoir sur son trône, en présence des quatre khalifes des pôles mystiques d’El Khodeir (que Dieu lui accorde le salut !). Dieu me fait assister par les anges qui l’approchent le plus près et par soixante mille saints trépassés. Au moment du combat, paraîtront devant mes troupes le Seigneur de l’existence (que Dieu le bénisse !) en sa personne Auguste, les pôles mystiques et El Khodeir (que Dieu lui accorde la paix !). Il m’a remis de sa main le sabre de la victoire et m’a annoncé que grâce à ce glaive personne ne triompherait de moi, serait-ce même tous les êtres des deux races, hommes et génies. Le Seigneur de l’existence (que Dieu le bénisse !) m’a appris ensuite que Dieu m’avait donné un signe comme marque distinctive de ma mission dirigeante. Ce signe existe actuellement sur ma joue droite. Il m’a donné également un autre signe d’élection: c’est un étendard lumineux qui m’accompagnera au moment du combat, porté par Azraïl [ndlr. L’ange de la mort (que Dieu lui accorde le salut !) Il a ajouté: Tu as été créé d’une lumière qui est l’émanation intime de mon cœur. » [en note de bas de pages?].

Cette déclaration fait de lui Muhammad Al-Mahdi, et le légitime aux yeux des pieux soudanais à qui il demande une totale dévotion : 
« Dieu a promis dans son livre puissant de faire triompher ceux qui combattent pour le triomphe de la religion. Il a dit (qu’il soit exalté): " Il a promis à ceux qui ont subi l’injustice de combattre leurs ennemis " […] Si vous secourez la religion, Dieu vous donnera la victoire et affermira vos pas. […] si vous [ndlr. Les responsables soudanais] ne venez pas promptement à nous pour assurer le triomphe de la religion, vous aurez mérité un châtiment auprès de Dieu ; car vous êtes les guides des peuples et leurs têtes. Quiconque est zélé pour sa foi, quiconque craint et respecte les ordres de Dieu, répondra à cet appel et se joindra promptement à nous. »[en note de bas de pages?]  

### La «vague conquérante» (1883-1885)
L’offensive face au gouvernement égypto-ottoman commence à payer. En effet, en 1883, les victoires militaires s’accumulent et Mohammad Al Mahdi à travers sa politique théocrate et le soutien des Soudanais percevant en lui le Mahdi, lui permet d’entrevoir un avenir prometteur pour le Soudan. À partir de 1885, la vague conquérante prendra de l’ampleur jusqu’à atteindre Khartoum puis Oumdurman qui sera la nouvelle capitale. De là, Ahmad al Mahdi se présente comme étant le calife successeur de Mahomet (Khalifat  Ar Rasûl) et donc un descendant direct de la famille du prophète de l’islam. Il s’empressera de faire des lois dignes des premiers temps de l’islam.
Il reproduira un schème de succession semblable à celui qui existait 12 siècles plus tôt, à la suite de la mort du prophète. Il nommera quatre califes susceptibles de lui succéder à sa mort. Le premier calife serait un disciple des premières heures, le Kalifa Abdullahi qui fera office de lieutenant du véridique (Khalifa As Siddiq) tout comme l’était Abou Bakr As-Siddiq à la mort du prophète.

### Mort du Mahdi et succession
La mort subite de Muhammad Ahmad Ibn Abd Allah en 1885 à l’âge de 41 ans, l'année de la prise de Khartoum, fera de Abdallahi Ibn Mohammad son successeur. L’état mahdiste sous le khalifat d’Abdullahi provoqua de hautes tensions tout comme au temps du prophète. 
Les Ansars, référence aux compagnons du temps du prophète, et la famille de Muhammad Al-Mahdi, prénommés les Asrafs, tout comme l’étaient les membres de la famille du prophète, se désolidarisent du nouveau calife. Une famine a lieu à Mahidiya [ville?], ce qui fait resurgir le mécontentements de Soudanais, selon Philippe David. 
Tous les mouvements s’opposant au nouveau calife sont blâmés et leurs paroles étouffées. De cet épisode, son image en sort écorchée, mais son pouvoir établi[i.e.?]. Le calife n’arrive pas à faire reconnaître le Soudan mahdiste à l’international, notamment aux gouverneurs britanniques, ottomans et égyptiens. Sa politique de djihad ne fait que l’isoler de plus en plus.    

### Reconquête britannique et oubli du Mahdi
Les anglais n’ont pas abandonné la conquête du Soudan. À la suite du renversement du khédive d’Égypte en 1882, ils prennent la décision de reconquérir le Soudan en 1897. Pour cela, le général Kitchener lance l’assaut contre les Mahdistes en septembre 1898, qui subissent une grande défaite à Karari-Omdurman.
Le calife Muhammad Ahmad ibn Abd Allah prend la fuite et meurt le 24 novembre 1899 à Umm Diway-karat. La fuite et la mort du calife marquent la fin de l’État mahdiste créé par Muhammad Al-Mahdi.